# Do Ab (distrikt i Nurestan)
Do Ab (persiska: دوآب), eller Du Ab, är ett distrikt i Afghanistan. Det ligger i provinsen Nurestan, i den nordöstra delen av landet, 130 kilometer nordost om huvudstaden Kabul.
Distriktet beräknades år 2022 ha cirka 9 000 invånare.